# Torrens (rijeka)
Torrens je australska rijeka koja teče kroz državu Južnu Australiju i utječe u Indijski odnosno Južni ocean (ovisno o definiciji Južnog oceana) kod grada Adelaide, duga je 85 km. 

## Zemljopisne karakteristike
Torrens izvire na obroncima planine Pleasant, dijela masiva Adelaide u državi Južna Australija. Od izvora gotovo pravolinijski teče prema zapadu preko doline do grada Adelaide i svog ušća u Južni ocean u zaljevu sv. Vincenta.
Porječje rijeke Torrens zauzima površinu od oko 508 km², danas je gotovo čitav njegov tok pretvoren u rekreacijsku zonu. Rijeka Torrens je značajna za opskrbu pitkom vodom milijunskog Adelaidea, zbog tog su u njenom gornjem toku formirana umjetna jezera Millbrok, Kangaroou i Hope Valley. U prošlosti je u dolini rijeke iskrčena šuma zbog dobivanja obradivih polja i gradnju kuća, tako da je radikalno izmijenjen njen nekadašnji krajolik. Torrens ima pet povremenih pritoka, koje ljeti presuše.  

## Vanjske poveznice
- Torrens River na portalu Commonwealth of Australia , Bureau of Meteorology